# Östhammars sjukhus
Östhammars sjukhus var ett sjukhus inom Uppsala läns landsting som verkade i olika former åren 1867–2000. Sjukhuset låg i centrala i Östhammar.

## Historik
Östhammars sjukhus öppnades den 12 oktober 1867 som Östhammars lasarett. Det efter att Stockholms läns landsting 1864 beslutat om att förbättra den allmänna sjukvård inom länet. Byggnadsarbetena påbörjades 1865 och Östhammars stad stod för en mindre del av kostnaderna, resten betalades ur kurhusfonden. Östhammars lasarett bestod till en början av ett envåningshus med några vindsrum. Åren 1894-1895 byggdes gjordes en om- och tillbyggda lasarettbyggnaden för att utöka antalet vårdplatser. År 1904 gjordes en ytterligare tillbyggnad. År 1912 beslöt landstinget att uppföra ett nytt lasarett i Östhammar, vilket skulle ha plats för 60 patienter och den nya byggnaden kom att stå färdig hösten 1916. År 1967 beslöt landstinget att Östhammars sjukhus skulle upphöra att vara odelat sjukhus och att sjukhuset skulle få status som annexsjukhus. Genom Kommunreformen i Sverige 1971 kom sjukhuset 1971 att överföras från Stockholms läns landsting till Uppsala läns landsting. Sjukhuset är nedlagt, men inom det före detta sjukhusområdet så finns diverse närvård för Östhammar.